# Nhảy sào
Nhảy sào là một nội dung thi đấu cơ bản trong môn Điền kinh, trong đó từng người vận động viên dùng một gậy dài và dễ uốn, thường được chế tạo từ sợi thuỷ tinh và sợi các bon như một dụng cụ hỗ trợ để nhảy qua một xà ngang được đặt trên rất cao so với tầm nhảy cao cực đại của con người. Các cuộc thi đấu nhảy sào được biết đến từ thời Hy Lạp cổ và Celt và nó trở thành nội dung thi đấu tranh huy chương đầy đủ tại Thế vận hội từ năm 1896 cho nam và 2000 cho nữ.
Nhảy sào được phân loại như một trong bốn nội dung nhảy chủ yếu trong Điền kinh, bên cạnh nhảy cao, nhảy xa và nhảy ba bước. Nội dung này khá là bất thường so với các nội dung điền kinh khác khi đòi hỏi một lượng lớn dụng cụ đặc biệt để có thể tham dự, kể cả ở trình độ cơ bản. Một số các vận động viên nhảy sào đẳng cấp có nền tảng trong Thể dục dụng cụ, bao gồm người từng nắm giữ kỉ lục thế giới như Yelena Isinbayeva và Brian Sternberg, điều này phản ánh sự giống nhau của thuộc tính thể chất được yêu cầu cho hai môn thể thao. Tốc độ chạy, dù sao, có thể là yếu tố quyết định. Các thuộc tính thể chất như tốc độ, sự nhanh nhẹn và sức mạnh là tiên quyết cho nhảy sào hiệu quả, nhưng kĩ thuật chuyên môn là ngang bằng nếu không phải là mặt quan trọng hơn. 

## Lịch sử

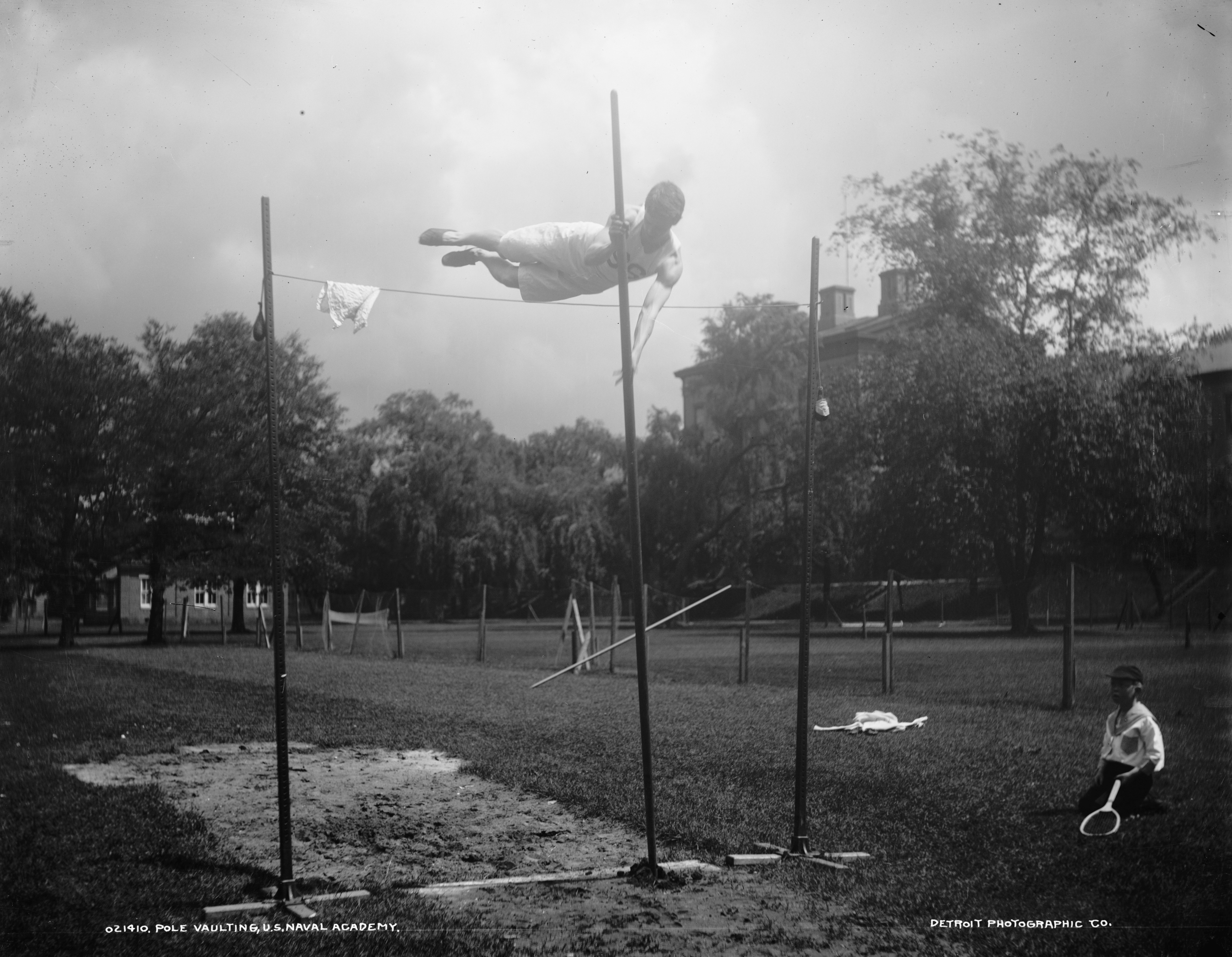
Nhảy sào trong những năm 1890 tại Học viện Hải quân Hoa Kỳ

## Kĩ thuật thi đấu
Mặc dù rất nhiều kĩ thuật được sử dụng bởi các vận động viên nhảy sào ở nhiều trình độ kĩ năng khác nhau để hoàn thành mức nhảy đăng kí, một kĩ thuật nhảy mẫu được chấp nhận rộng rãi có thể được chia ra thành vài giai đoạn như sau.

### Tiếp cận
Trong giai đoạn đầu tiên - tiếp cận, vận động viên chạy nước rút dưới đường chạy đà trong đó cố gắng đạt tốc độ lớn nhất và tư thế chính xác để bắt đầu bật nhảy ngay khi kết thúc giai đoạn tiếp cận. Các vận động viên hàng đầu thường bước dài 18 đến 22 bước trong giai đoạn này. Cuộc chạy đà bắt đầu bằng những bước chạy dũng mãnh của người vận động viên trong một tư thế thả lỏng và ngay ngắn với đầu gối nâng lên và thân mình trên ngả rất ít về phía trước. Đầu, đôi vai và hông được đồng thời điều chỉnh, khi đó người nhảy tăng tốc khi cơ thể trở nên căng cứng. Đầu gậy nhảy được điều chỉnh hướng lên cao hơn tầm nhìn của mắt cho đến ba bước từ cú dậm nhảy, khi đó đầu gậy được hạ xuống nhanh chóng, tốc độ chạy được nâng lên khi gậy được dựng vào hố dậm. Vận động viên chạy càng nhanh thì cú dậm nhảy sau đó càng hiệu quả, động năng đạt được và tiêu thụ trong khi nhảy cũng lớn hơn.

### Dựng sào và bật nhảy
Giai đoạn dựng sào và bật nhảy được tiến hành thường trong 3 bước chạy đà cuối cùng. Người nhảy sào sẽ thường đếm ngược bước chạy từ vạch xuất phát đến hố dậm chỉ bằng số bước trên chân không thuận, trừ bước thứ hai từ hố dậm được đếm bằng chân thuận. Mục tiêu của giai đoạn này là chuyển hoá thật hiệu quả động năng thu được từ giai đoạn tiếp cận sang thế năng đàn hồi dự trữ trong gậy nhảy và đạt được độ cao lớn nhất có thể bằng cách nhảy từ mặt đất. Cú dựng sào bắt đầu khi người nhảy nâng đôi tay lên cao khỏi hông hay nửa của thân trên tới khi chúng được kéo dài ra vượt quá đầu, với tay thuận kéo dãn trực tiếp trên đầu và tay không thuận kéo vuông góc với gậy nhảy. Trong cùng một thời gian, vận động viên đặt đầu gậy vào hố dậm.

### Rơi
Đây là giai đoạn thường rất được nhấn mạnh bởi khán giả và các vận động viên nhảy sào học việc, nhưng đây là giai đoạn dễ nhất trong nhảy sào và là kết quả của sự thể hiện chính xác của các giai đoạn trước. Trong giai đoạn này, người nhảy sào sẽ thả gậy nhảy ra và để nó rơi.